# Серія Брекета
Серія Брекета — спектральна серія в спектрі атома водню, названа на честь американського фізика Фредеріка Брекета, який відкрив цю серію 1922 року. Ця серія утворюється при переходах електронів зі збуджених енергетичних рівнів на четвертий у спектрі випромінювання і з четвертого рівня на всі вищі рівні під час поглинання. Перехід з п'ятого енергетичного рівня на четвертий позначається грецькою літерою α, з 6-го на 4-й — β і т. д. Для позначення самої серії використовується латинська літера B. Таким чином, повне позначення спектральної лінії, що виникає при переході електрона з п'ятого рівня на четвертий — Bα (вимовляється Брекет альфа).
Формула Рідберґа для серії Брекета виглядає так:
{\displaystyle {1 \over \lambda }=R\left({1 \over 4^{2}}-{1 \over n^{2}}\right)\qquad \left(R=1.0974\times 10^{7}{\mbox{m}}^{-1}\right)}
Де n — головне квантове число — натуральне число більше від 4.
Всі лінії серії Брекета розташовані в далекому інфрачервоному діапазоні.
| {\displaystyle n} | 5      | 6      | 7      | 8      | 9      | {\displaystyle \infty } |
| Довжина хвилі, нм | 4052.5 | 2625.9 | 2166.1 | 1945.1 | 1818.1 | 1458.0                  |